# Lénárdfalva község
Lénárdfalva község (románul: Comuna Recea) község Máramaros megyében, Romániában. Központja Lénárdfalva, beosztott falvai Hagymáslápos, Kisbozinta, Láposhidegkút, Zazár.

## Népessége
A 2011-es népszámlálás adatai alapján a község népessége 6000 fő volt.